# Калыханка
Калыханка (с бел. — «Колыбельная») — белорусская детская вечерняя телепередача, с 1981 года ежедневно транслирующаяся на телеканале «Белорусская программа ЦТ СССР» («Беларусь-1», ныне — Беларусь-3). Сейчас[когда?] выходит каждый день. Как и во многих других детских передачах (например, «Спокойной ночи, малыши!»), в «Калыханке» присутствуют несколько постоянных ведущих и кукольных персонажей, а в конце детям показывают мультфильм.

## История
В январе 1981 года на Белорусском телевидении появилась новая детская передача. Автором идеи выступила Нина Вячеславовна Шоба. Она же предложила сохранившееся до сих пор название передачи — «Калыханка» (рус. Колыбельная). Вместе с ней над передачей работали: Александр Чернышевич, Юрий Савин, Вера Руцкая, Наталья Дондукова, Александр Комаровский, Леонид Качанко, Иван Белодубенко.
В 1987 году появился Дед-Бородед (бел. Дзед-Барадзед) со своей песенкой в исполнении актёра Анатолия Кашкера. Его поролоновая кукла была самой дорогой в «Калыханке», героем управляли три актёра, а ещё один озвучивал. Сценарий для него писал Иван Белодубенко. Сначала Дед-Бородед сам рассказывал сказки, без мультфильма. Он перестал появляться на экранах с уходом Ивана Белодубенко с телеканала.
Кроме классических программ, в «Калыханке» было много циклов: «Театр Лесовичка», «Бабушкины сказки», «По родному краю», «Советы доктора Зелёнкина», «Сан Маляваныч, поросёнок Сеня и их друзья» и другие.
Сейчас передачу ведут Надейка-Чародейка, Коска, дедуля Добродей, Маша, Тимофей, медвежонок Топа, лисичка Яна, аистёнок Буслик, Рыся.
Сценарий к передаче пишут Ольга Щукина, Елена Фурсова, Наталья Гречишкина и Ольга Асмолова,
в передаче принимали участие Марк Яковлев и Евгения Яковлева в роли ведущих.
В 2018 году во время конкурса Детское Евровидение 2018 в Минске куклы Калыханки медвежонок Топа и енотик Тёма встретились с куклами Спокойной ночи, малыши! Хрюшой и Филей в опубликованном видео в Instagram

## Ведущие

### Современные
- Дедуля Добродей (бел. Дзядуля Дабрадзей) — Валентин Соловьев
- Наденька (бел. Надзейка) — с 02.09.2022[5]
- Тимофей (бел. Цімафей) — с 03.11.2023[6]
- Коска — Валерия Якубовская (с 2024)[7]
- Маша — Мария Василевич (с 2024)[8]

### Были ранее
- Маляваныч — Александр Жданович (с 1996 по 2015)[9]
- Фея снов (бел. Фея сноў) — Елена Бикренева (с 2006 по 2021)
- Путешественник Нестар — Сергей Жбанков (с 2015 по 2021)
- Няня Полинка (бел. Няня Палінка) — Татьяна Чердынцева (по 2021)
- Мальчик Даник (бел. Хлопчык Данік) — Валерий Русецкий (с 04.04.2021 по 26.09.2023)[10]
- Космическая девочка Элина (бел. Касмічная дзяўчынка Эліна) — с 07.04.2021 по 2023[11]

## Куклы

### Современные
- лисичка Яна (бел. ліска Яна) — Инна Гончар
- медвежонок Топа (бел. медзведзяня Топа) — Владимир Михайлович Воронков[3]
- аистёнок Буслик (бел. бусляня Буслік) — Эмилия Пранскуте (персонаж был возвращен в передачу в 2015 году, после длительного отсутствия)[12]
- Рыся — с 23.08.2021[13]

### Были ранее
- собачка Тява (бел. сабачка Цява)
- мальчик Бульбинка (бел. хлопчык Бульбінка)
- собачка Тимошка (бел. сабачка Цімошка)
- Дед-Бородед (бел. Дзед-Барадзед) появился в эфире «Калыханки» в 1985 или в 1987 году, вначале рассказывал сказки сам, без мультфильмов. Он был самой дорогой куклой[14], им управляли три актёра: один дёргал за ручки, второй — за ножки, а третий управлял мимикой[15]. Тексты для Деда писал ассистент режиссёра Иван Белодубенко, после его увольнения заниматься Дедом никто больше не захотел и куклу отправили в комнату для реквизита. Потом она пропала[15][16].
- Василинка (бел. Васілінка)
- Василёк (бел. Васілёк)
- Ёжик Острячок (бел. вожык Вастрачок)
- волк Вова (бел. воўк Вова)
- заяц Длинноушик (бел. заяц Даўгавушык)
- Лесовичок (бел. Лесавічок)
- кот Мартин (бел. кот Марцін)
- робот-электроник (бел. робат-электронік)
- меховичок Веня (бел. футравічок Веня)
- мышата Пик и Пимочка (бел. мышаняты Пік і Пімачка)
- поросёнок Сеня (бел. парсючок Сеня)
- сказочное существо Сплюшик (с 2008 по 2014) (бел. казачная істота Сплюшык)[12][17] — Эмилия Пранскуте
- хомяк Хома
- инопланетянин Паца-Ваца (в отдельном блоке мультфильмов Мульт-хит парад (1993-2006)
- енотик Тёма (бел. яноцік Цёма) — Эмилия Пранскуте (персонаж появился в мае 2016 и был исключен в 2021)[18]

## Музыка
После окончания передачи звучит песня «Длинный день» (бел. Доўгі дзень) на слова Геннадия Буравкина и музыку Василия Раинчика. Первое время песню исполняла певица Ядвига Поплавская, позже она зазвучала в новой аранжировке голосом Лики Ялинской.
1 октября 2008 года в конце передачи зазвучала новая песня в исполнении Ирины Дорофеевой на слова Олега Жукова и музыку Измаила Капланова. Сменить полюбившуюся за 28 лет колыбельную сотрудники отдела подготовки программ для детей и юношества Белтелерадиокомпании были вынуждены по указанию «сверху». К решению руководства в отделе отнеслись с опасением, ожидая бурю недовольства со стороны телезрителей. Геннадий Буравкин, автор слов к первому варианту колыбельной, также бывший с 1978 по 1990 год председателем Государственного комитета БССР по телевидению и радиовещанию, к нововведению отнёсся с неодобрением: «Я не могу утверждать, что это сделано специально, чтобы искоренить созданное ранее, но сам факт, бесспорно, свидетельствует именно об этом. Хотите новое, более современное — на здоровье, только при условии, что ваше новое — лучшее. А я тут ничего лучшего не вижу».
После обращений телезрителей с 29 декабря 2009 года в программе вновь зазвучала песня «Доўгі дзень».